# Диплом
Дипло́м (грец. δίπλωµα (diploma) — «складений листок») — офіційний документ про закінчення середнього спеціального або вищого закладу освіти та присвоєння відповідної кваліфікації; також офіційний документ про присвоєння наукового ступеня або звання. У Великій Британії й Австралії — слово «диплом» відносять також і до наукових премій.

## Середня спеціальна освіта
В Україні випускникам середніх спеціальних навчальних закладів (технікумів, коледжів, училищ) видають згідно з набутою кваліфікацією:
- диплом про середню спеціальну освіту базового рівня (технік, медична сестра тощо);
- диплом про середню спеціальну освіту підвищеного рівня (старший технік, фельдшер тощо);
- диплом молодшого бакалавра (перший прийом у 2019).

Порядок видачі дипломів з відзнакою в середніх спеціальних навчальних закладах аналогічний системі вищої освіти.

## Вища освіта

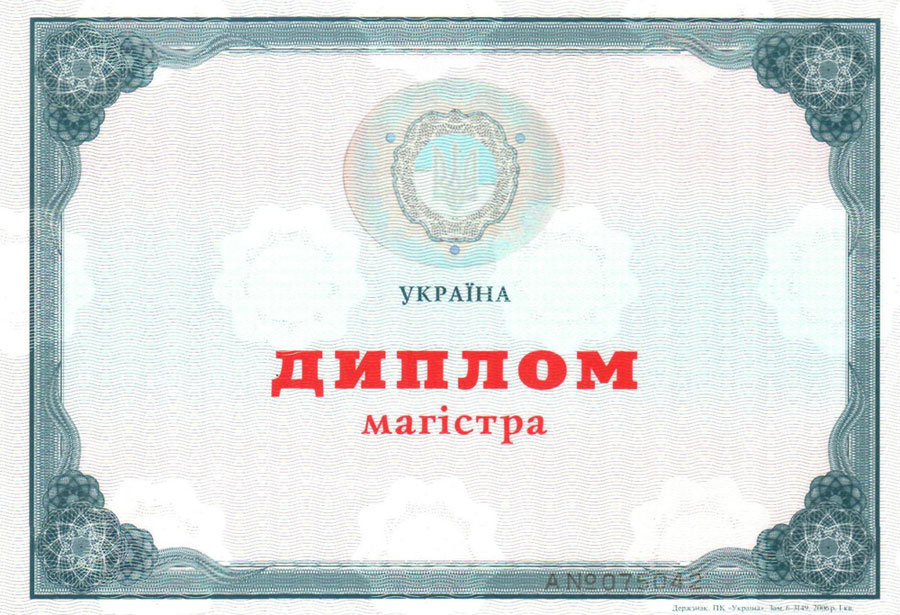
Лицьовий бік виданого в Україні диплома магістра з відзнакою (зразок затверджений у 2000 р.)

У СРСР випускникам ВНЗ видавали згідно з набутою кваліфікацією дипломи єдиного державного зразка. Особи, які не завершили повну програму навчання, але успішно навчалися не менше двох років отримували довідку про неповну вищу освіту.
В Україні відповідно до закону про вищу освіту від 01.07.2014 № 1556-VII, випускникам закладів вищої освіти (ЗВО) видають дипломи згідно із здобутим ступенем:
- диплом бакалавра;
- диплом магістра.

Згідно із тим же законом, скасовані такі ступені, відповідно, такі дипломи:
- диплом молодшого спеціаліста (останній прийом у 2019);
- диплом спеціаліста (останній прийом у 2016).

Диплом має додаток, який здебільшого складається з одного аркуша та містить такі дані:
- перелік вивчених дисциплін (предметів) з підсумковими оцінками (заліками) та загальною кількістю годин по кожній з дисциплін,
- перелік пройдених практик (навчальних і виробничих) з підсумковими оцінками (заліками) та загальною кількістю годин по кожній з практик,
- перелік державних кваліфікаційних екзаменів з оцінками,
- назва випускної кваліфікаційної роботи з оцінкою.

До 1 липня 2021 року в Україні таке поняття, як «диплом державного зразка», припинить своє існування. Як буде виглядати диплом конкретного вишу, повинні вирішити на місцях — затвердити зразок документа про здобуття вищої освіти повинна вчена рада кожного навчального закладу.
Також диплом можна не тільки не отримати, щось не здавши, — його можуть відібрати вже після захисту. Вірніше — відкликати. Так, з 2020 року кожен, хто вирішив не вигадувати і не досліджувати вже досліджене іншими, включивши чужі результати роботи в свою, може забути про вищу освіту. Рішення про отримання ступеня вищої освіти можуть скасувати, якщо виявлять плагіат, фабрикацію або фальсифікацію в роботі.

## «Синій» і «червоний» дипломи

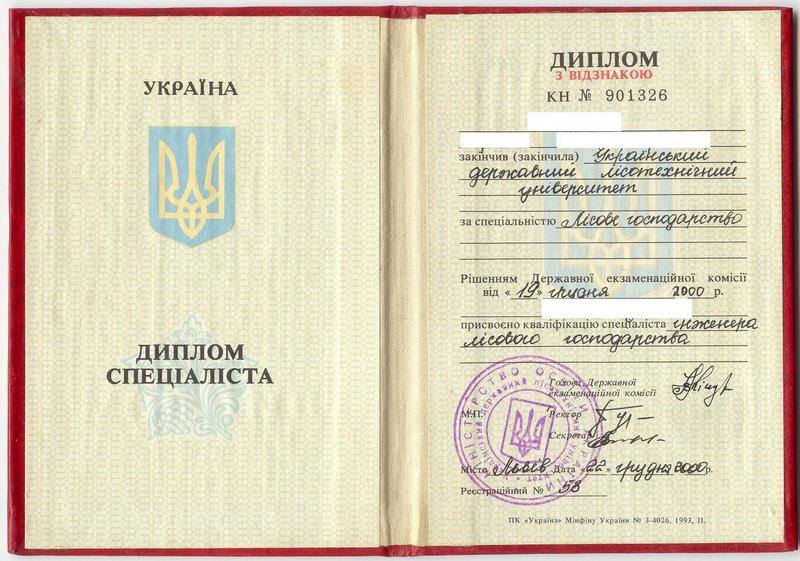
«Червоний» диплом спеціаліста, виданий УкрДЛТУ, м. Львів, 2000

«Синій» і «червоний» дипломи — назви за характерними кольорами обкладинок двох різновидів дипломів про вищу або середню спеціальну освіту:
- Стандартний диплом (синя обкладинка) часто називають «синім».
- Диплом з відзнакою (офіційна назва, бордова обкладинка) часто називають «червоним». Скасовані 1 січня 2021 року[3].

Вимоги для отримання диплома з відзнакою визначає чинне законодавство. П. 12 Положення про освітньо-кваліфікаційні рівні (ступеневу освіту), затвердженого відповідною Постановою КМУ, встановлює, що особи, які успішно пройшли державну атестацію й отримали не менше 75 % відмінних оцінок з усіх навчальних дисциплін і практичної підготовки з оцінками «добре» з інших дисциплін та з оцінками «відмінно» за результатами державної атестації, отримують документи встановленого зразка про здобуття освіти та кваліфікації з відзнакою. Спеціаліст і Магістр може отримати диплом з відзнакою незалежно від наявності відзнаки у дипломі бакалавра.
Особливо успішних випускників вищих військових навчальних закладів, додатково до диплома з відзнакою, можуть нагороджувати золотою медаллю.

## Наукові ступені та звання
Наукові ступені
- Диплом доктора мистецтва
- Диплом доктора філософії
- Диплом доктора наук

Наукові звання
- Атестат доцента
- Атестат професора